# Yamaha XV750
La Yamaha XV750 o Virago 750 era una motocicleta tipo crucero fabricada por Yamaha con motor V-twin hecha desde 1981 a 1998, era parte de la línea de motocicletas Virago de Yamaha. La velocidad máxima del Virago 750 era aproximadamente 180 km/h (112 millas por hora). Fue la primera incursión de Yamaha dentro del mercado de las cruceras con motor V2 y comparte el cuadro y muchos componentes con las más grandes XV1100 Virago.